# Überlinger See des Bodensees
Überlinger See des Bodensees este o arie protejată (sit de importanță comunitară — SCI, arie de protecție specială avifaunistică — SPA) din Germania întinsă pe o suprafață de 2.555,78 ha, integral pe uscat.

## Localizare
Centrul sitului Überlinger See des Bodensees este situat la coordonatele 47°47′16″N 9°06′57″E / 47.7878°N 9.1158°E.

## Înființare
Situl Überlinger See des Bodensees a fost declarat arie de protecție specială avifaunistică în martie 2001 pentru a proteja 38 de specii de animale. Situl a fost protejat și ca sit de importanță comunitară în martie 2001.

## Biodiversitate
Situată în ecoregiunea continentală, aria protejată nu include niciun habitat protejat.
La baza desemnării sitului se află mai multe specii protejate:
- păsări (38): lăcar mare (Acrocephalus arundinaceus), pescăruș albastru (Alcedo atthis), pescăruș albastru (Alcedo atthis), Anas strepera strepera, Aythya marila, rață roșie (Aythya nyroca), buha (Bubo bubo), Bucephala clangula, chirighiță neagră (Chlidonias niger), barză albă (Ciconia ciconia ciconia), porumbel de scorbură (Columba oenas), lebădă de iarnă (Cygnus cygnus), ciocănitoarea de stejar (Dendrocopos medius), ciocănitoare neagră (Dryocopus martius), Falco peregrinus peregrinus, șoimul rândunelelor (Falco subbuteo), Fulica atra atra, Capîntortură (Jynx torquilla), sfrâncioc roșiatic (Lanius collurio), gaia neagră (Milvus migrans), gaia roșie (Milvus milvus), rață cu ciuf (Netta rufina), rață cu ciuf (Netta rufina), rață cu ciuf (Netta rufina), Nycticorax nycticorax nycticorax, viespar (Pernis apivorus), cormoran mare (Phalacrocorax carbo carbo), cormoran mare (Phalacrocorax carbo carbo), pitulice de munte (Phylloscopus bonelli), ciocănitoare verzuie (Picus canus), Podiceps cristatus cristatus, Podiceps cristatus cristatus, Podiceps nigricollis nigricollis, Rallus aquaticus aquaticus, pițigoi-pungar (Remiz pendulinus), Tachybaptus ruficollis ruficollis, rață-cu-cap-castaniu (Aythya ferina), rața moțată (Aythya fuligula)